# Leandro Trossard
Leandro Trossard (ur. 4 grudnia 1994 w Maasmechelen) – belgijski piłkarz występujący na pozycji napastnika w angielskim klubie Arsenal oraz w reprezentacji Belgii. Wychowanek KRC Genk, w trakcie swojej kariery grał także w takich zespołach jak Lommel United, KVC Westerlo, Oud-Heverlee Leuven oraz Brighton & Hove Albion.